# Naenaria dubiosa
Naenaria dubiosa är en stekelart som beskrevs av Heinrich 1968. Naenaria dubiosa ingår i släktet Naenaria och familjen brokparasitsteklar. Inga underarter finns listade i Catalogue of Life.